# Cmentarz Komunalny w Stalowej Woli

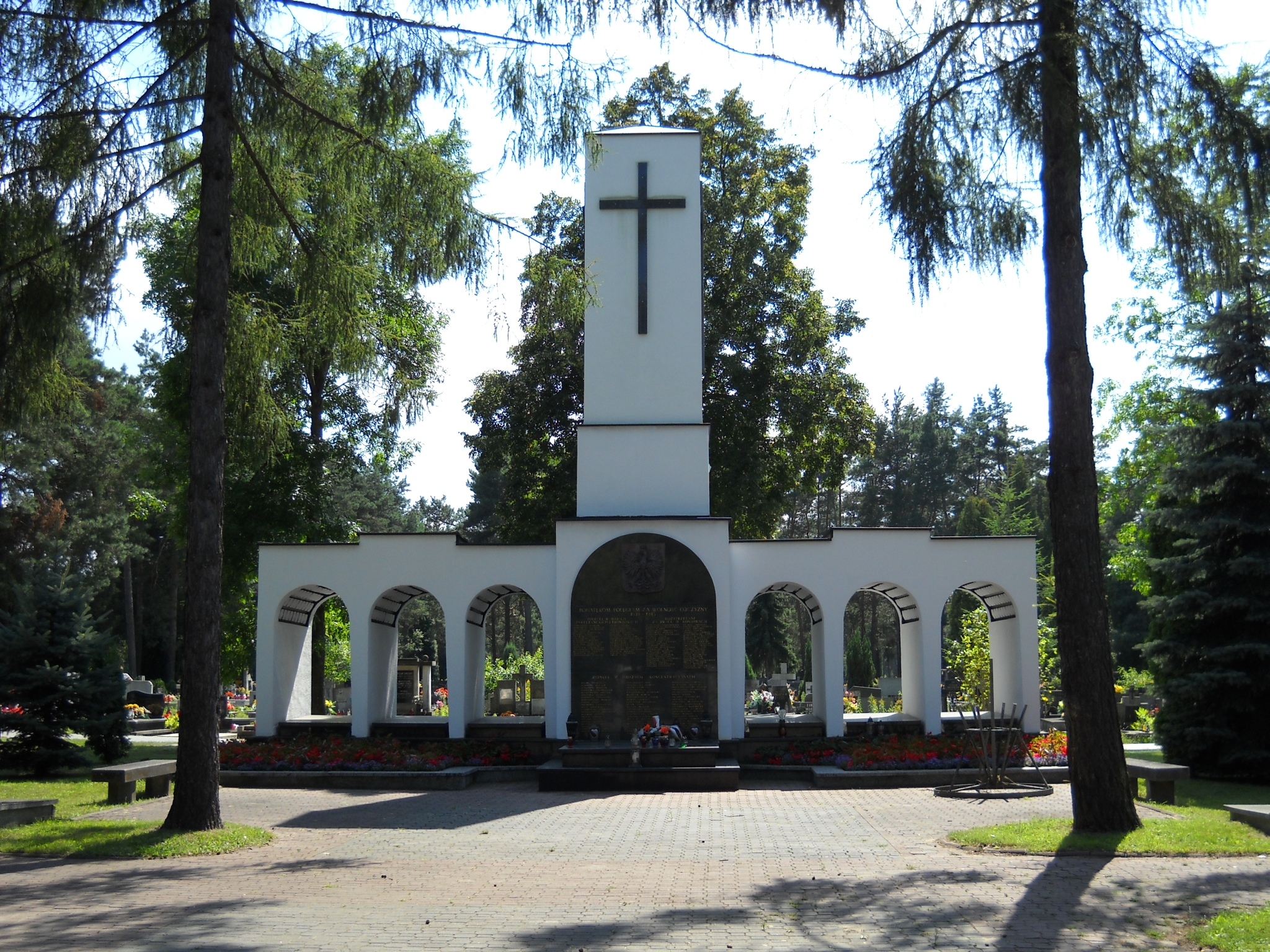
Pomnik Walczących o Pokój na Cmentarzu Komunalnym w Stalowej Woli

Cmentarz Komunalny w Stalowej Woli – nekropolia w Stalowej Wola, zlokalizowana przy ul. Ofiar Katynia 59A.

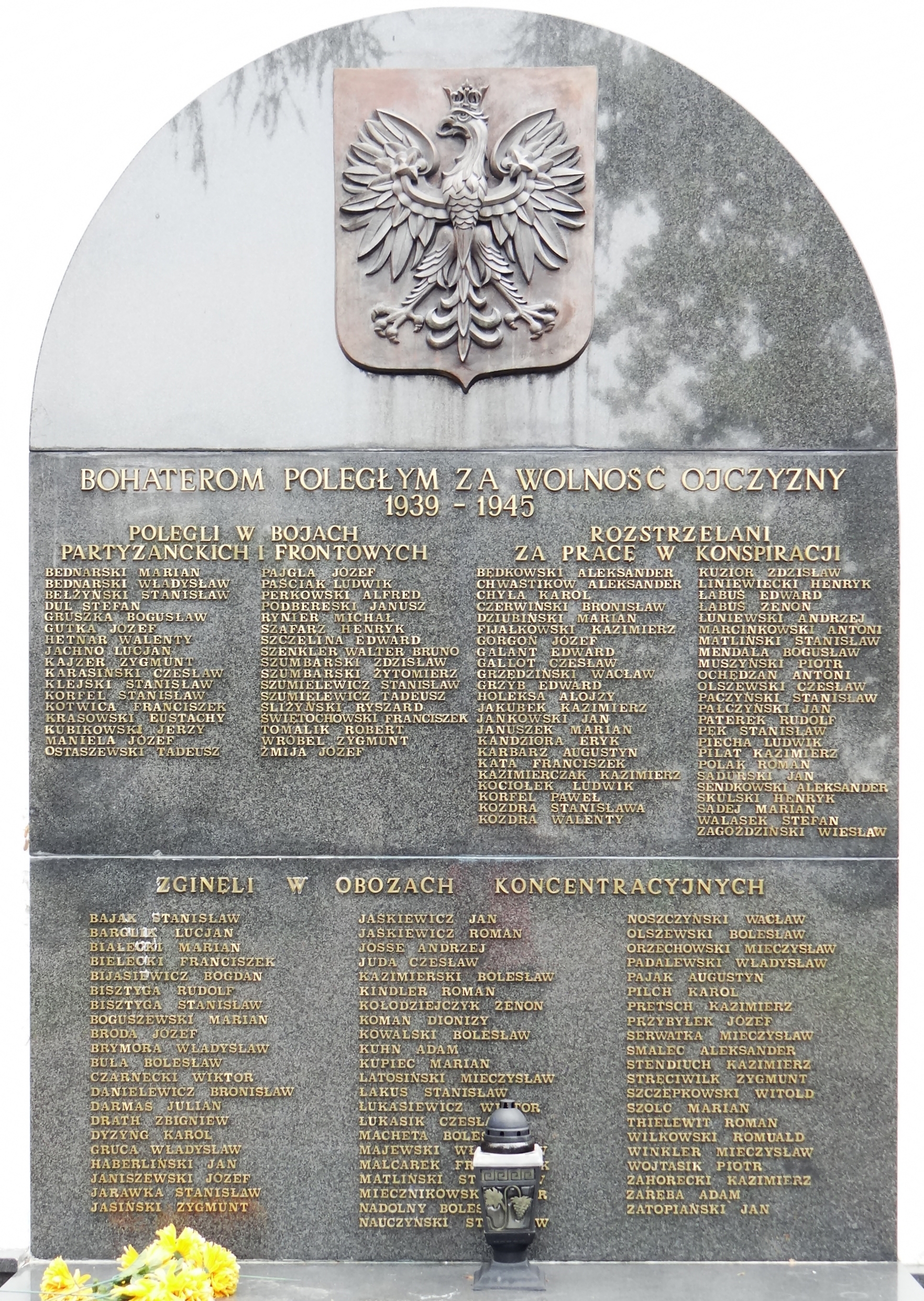
Tablica w mauzoleum na terenie cmentarza

## Historia
Cmentarz powstał w 1944 na mocy decyzji władz okupacyjnych w wyniku inicjatywy ks. Józefa Skoczyńskiego, który starał się o założenie cmentarza katolickiego. Zapis kronikarski na ten temat głosi: „W 1944 roku ks. Józef Skoczyński zwrócił się do niemieckiego zarządu osiedla Siedlunsverwaltung o wyznaczenie miejsca na utworzenie w Stalowej Woli cmentarza. Niemieckie władze wyznaczyły plac na cmentarz poza osiedlem w karłowatym lesie w pobliżu tzw. Dróg Krzyżowych, akurat w naprzeciw miejsca, gdzie przed wojną rozpoczęto przygotowania do postawienia dużego szpitala obsługującego Centralny Okręg Przemysłowy. W zamiarze ks. Skoczyńskiego cmentarz powinien był kościelny. Władze uznały, że skoro nie ma parafii posiadającej osobowość prawną, cmentarz będzie komunalny, czyli zawiadywać będą nim władze miejskie. Po wojnie ks. Skoczyński usiłował przekonać polskie władze miasta o przekazanie cmentarza parafii, ale w nowej rzeczywistości politycznej na to zgody nie uzyskał. I cmentarz pozostał do dziś komunalnym.”

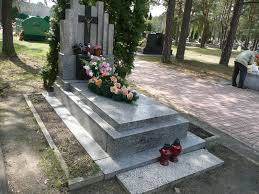
Grób ks. Józefa Skoczyńskiego na stalowowolskim cmentarzu komunalnym

W latach 70. XX zbudowano na nim dom pogrzebowy z kaplicą, który został przebudowany w latach 2005–2006. Na terenie cmentarza znajduje się mauzoleum żołnierzy i partyzantów poległych w II wojnie światowej.
Na początku XXI na cmentarzu pochowanych było kilkanaście tysięcy osób.

## Pochowani
- Wilhelm Gaj-Piotrowski (1924–2017) – ksiądz katolicki, doktor habilitowany, historyk, etnograf i regionalista
- Andrzej Gajec (1939–1997) – inżynier, w latach 1994–1997 prezydent Stalowej Woli
- Władysław Liwak (1942–2017) – prawnik i polityk, radca prawny, poseł na Sejm X i I kadencji
- Zdzisław Malicki (1928–2020) – hutnik i polityk, poseł na Sejm PRL VIII kadencji
- Rudolf Patkoló (1922–1992) – piłkarz, reprezentant Węgier i Polski[3]
- Józef Skoczyński (1903–1967) – duchowny rzymskokatolicki, inicjator założenia Cmentarza Komunalnego w Stalowej Woli
- Stanisław Szado (1941–2024) – bokser, medalista mistrzostw Polski, reprezentant Polski
- Zbigniew Tokarczyk (1953–1984) – działacz opozycji w PRL
- Lucjan Trela (1942–2019) – bokser, trener pięściarski, olimpijczyk z Meksyku (1968)
- Jerzy Warchoł (1950–2012) – ksiądz katolicki, prałat, kanonik